# Fuentelespino de Haro
Fuentelespino de Haro es un municipio y localidad española de la provincia de Cuenca, en la comunidad autónoma de Castilla-La Mancha. El término municipal tiene una población de 245 habitantes (INE 2024).

## Historia
A mediados del siglo XIX, el lugar contaba con una población censada de 449 habitantes. La localidad aparece descrita en el octavo volumen del Diccionario geográfico-estadístico-histórico de España y sus posesiones de Ultramar de Pascual Madoz de la siguiente manera:

FUENTE DEL ESPINO DE HARO: v. con ayunt. en la prov. y dióc. de Cuenca (9 leg.), part. jud. de Belmonte (2), aud. terr. de Albacete (16) y c. g. de Castilla la Nueva (21). sit. en el descenso de un elevado cerro al que los naturales llaman Cerro de Pinillo, con libre ventilacion y buen clima; siendo los tabardillos y tercianas las enfermedades mas frecuentes. Consta de 120 casas de mediana construccion y la del ayunt. y cárcel arruinadas, hallándose poco menos el edificio que servia de pósito: hay una escuela de niños con 600 rs. de dotacion concurrida por 15, y 2 de niñas indotadas, a la que asisten 20; un pozo muy abundante pero de malas aguas, por lo que estos hab. se surten de la de otro que se encuentra en el térm. muy delgadas; igl. parr. (San Pedro Apóstol), servida por un cura de primer ascenso y provision ordinaria y un sacristan. El térm. confina al N. con Villarejo de Fuentes; E. Alconchel; S. Víllaescusa de Haro, y O. Tresjuncos todos á 1 leg.; había en él en otro tiempo una ermita (Ntra. Sra. de la Atalaya), que correspondió á esta v. y la de Tresjuncos, mas fué destruida en la última guerra. El terreno es de buena calidad y le baña el r. Zancara de poco caudal; nace á la parte del N. del puerto de Abia y corre de E. á S.; los montes que hay se hallan roturados y labrados, nombrados por los naturales el Monte grande, el Montecillo y el Camo. Los caminos estan en malísima situación y conducen á Huete, Belmonte, San Clemente y puntos inmediatos. La correspondencia se recibe de la cab. del part., por balijero dos veces á la semana. ind.: la agrícola. comercio: se exporta para las prov. de Murcia, Valencia, y Mancha el sobrante del trigo candeal y arisnegro. pobl.: 132 vec., 449 alm. cap. terr. prod.: 1.681,160 rs. imp.: 84,059. El presupuesto municipal asciende á 4,500rs. de los cuales cobra 1,500 el secretario de ayunt., cubriéndose todo él con el producto del arriendo de una taberna, alcabala y tienda de comestibles, y el déficit por reparto vecinal.
(Madoz, 1847, p. 213)

## Demografía
Fuentelespino de Haro cuenta con una población de 245 habitantes (INE 2024).
| Gráfica de evolución demográfica de Fuentelespino de Haro entre 1842 y 2021                                                                                                   |
| |
| Población de derecho según los censos de población del INE Población de hecho según los censos de población del INEEn este censo se denominaba Fuente el Espino de Haro: 1842 |

| 349           | 335 | 318 | 283 | 280 |
| (Fuente: INE) |     |     |     |     |

## Administración
| Periodo   | Nombre                   | Partido |
| --------- | ------------------------ | --- |
| 1979-1983 | Constantino Domínguez    | UCD |
| 1983-1987 | Constantino Domínguez    | AP |
| 1987-1991 | Benito Cabezas           | AP |
| 1991-1995 | Benito Cabezas           | PP |
| 1995-1999 | Emilio Valencia          | PP |

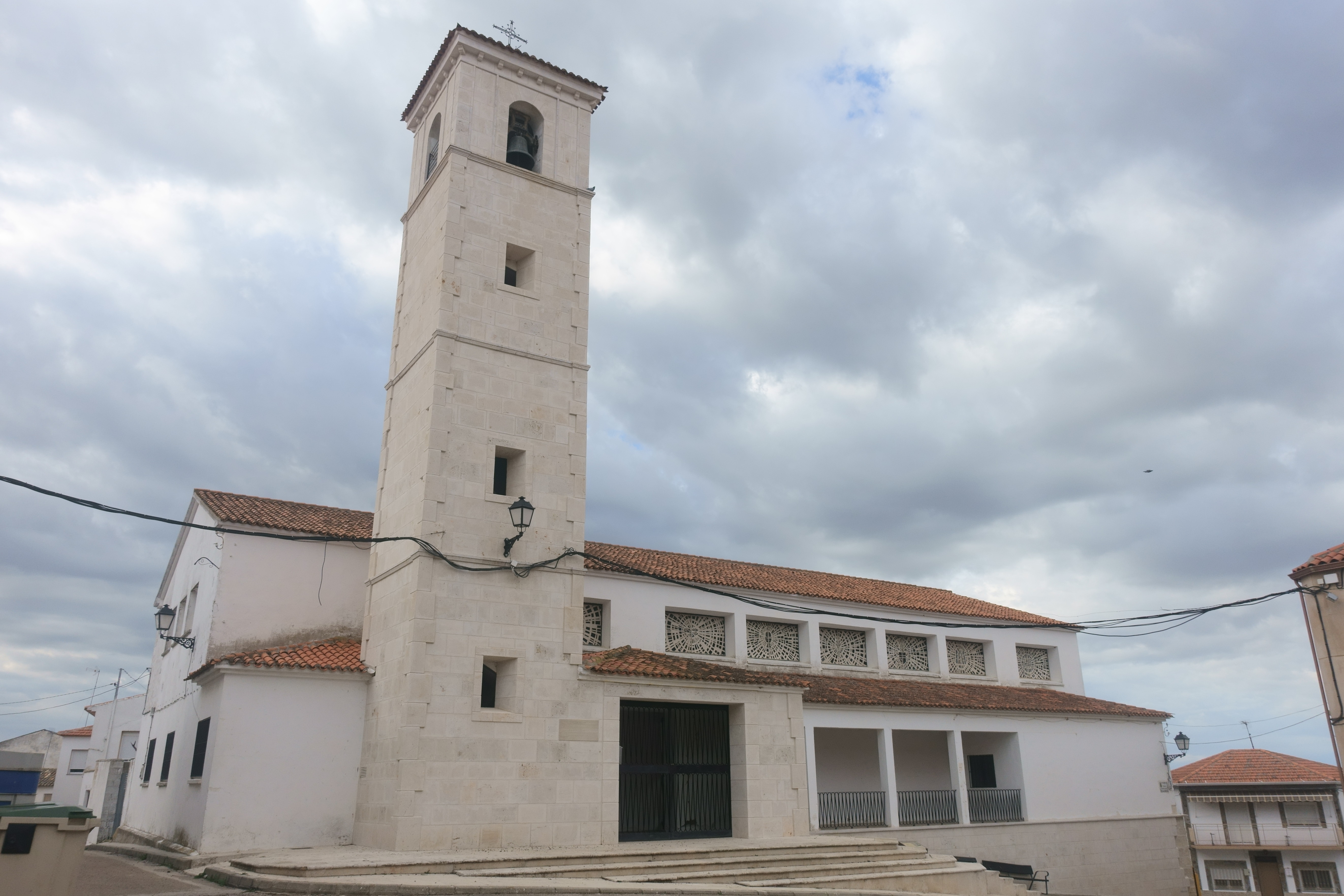
Iglesia de San Pedro Apóstol

| 1999-2003 | Benjamín Prieto Valencia | PP |
| 2003-2007 | Benjamín Prieto Valencia | PP |
| 2007-2011 | Benjamín Prieto Valencia | PP |
| 2011-2015 | Benjamín Prieto Valencia | PP |
| 2015-2019 | Benjamín Prieto Valencia | PP |
| 2019-2023 | Benjamín Prieto Valencia | PP |
| 2023-act. | Benjamín Prieto Valencia | PP Listado de alcaldes en las elecciones del 2003 Archivado el 18 de diciembre de 2009 en Wayback Machine.</ref> |